# کارل ده فوگت
کارل ده فوگت (آلمانی: Carl de Vogt; ۱۴ سپتامبر ۱۸۸۵ – ۱۶ فوریهٔ ۱۹۷۰) بازیگر سینما اهل آلمان بود. وی بین سال‌های ۱۹۱۶ تا ۱۹۶۴ میلادی فعالیت می‌کرد.

## فیلم‌شناسی
- موش‌ها
- عنکبوت‌ها
- دورگه
- هلنا
- شماره ۱۷
- واترلو
- ویلیام تل